# استراتيجية الوقت الحقيقي

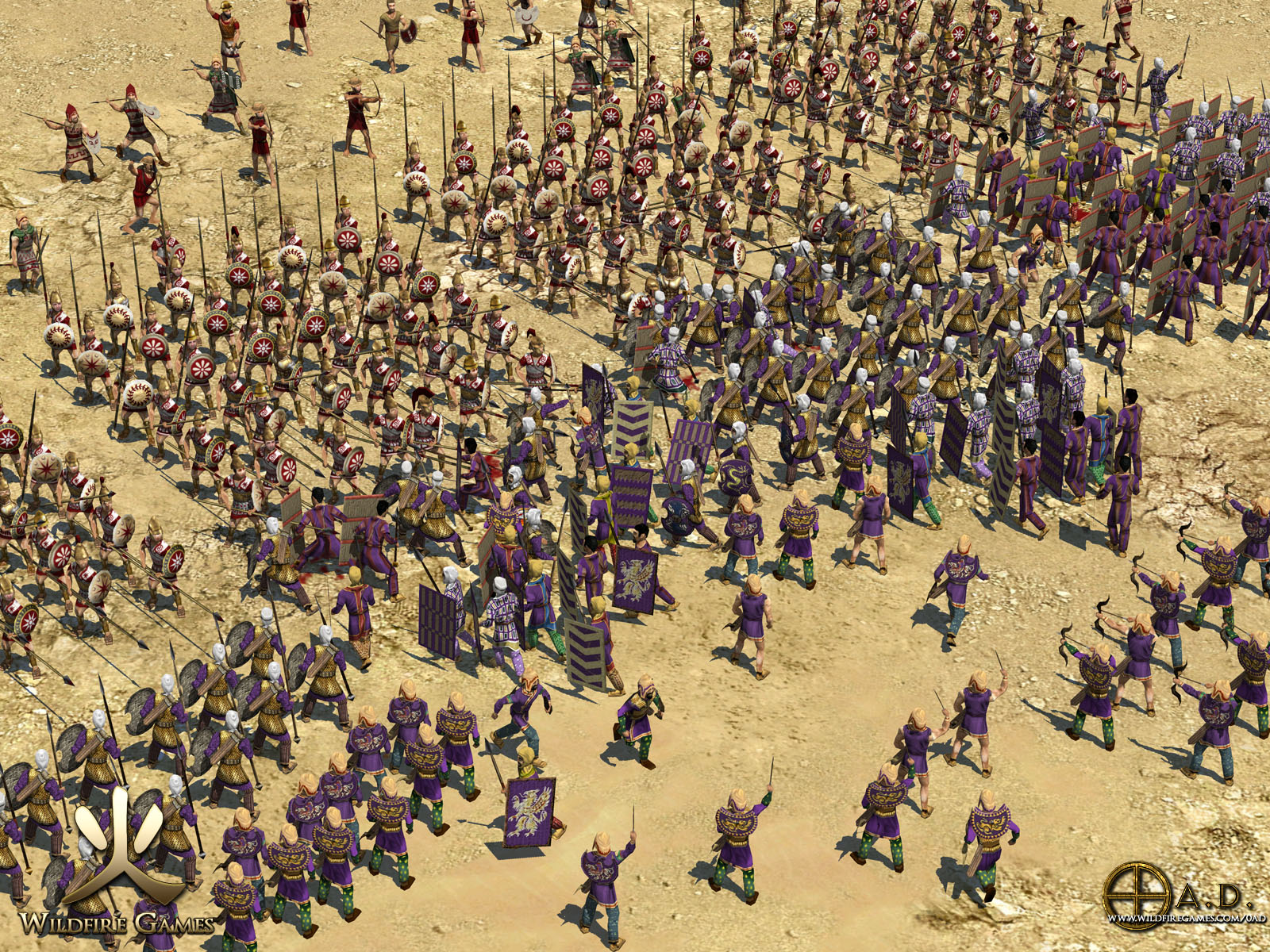

استراتيجية الوقت الحقيقي (Real-Time Strategy أو RTS) أو "الإستراتيجيّة اللّحظيّة" هي لعبة فيديو حربيّة يتحكّم فيها كلٌّ لاعبٍ بجيشٍ يتكون من العديد من الوحدات، ويهدف اللّاعبون إلى تدمير بعضهم البعض للانتصار. إستراتيجيّة الوقت الحقيقي هي أحد نمطي الألعاب الاستراتيجيّة، وبخلاف النّوع الآخر (إستراتيجية تناوب الأدوار)، فإنّ ألعاب استراتيجيّة الوقت الحقيقي تتميّز بوجود نظام وقتٍ حقيقي بدل نظام الأدوار، مّما يجعل مرور الوقت مستمرّاً، لذا يمكن لجميع اللّاعبين تحريك وحداتهم في نفس الوقت بدون التقيّد بأدوارٍ متعاقبة. بدأ هذا النوع من الألعاب في الثمانينيات ولكنه اشتهر في منتصف التسعينيات.
مبدأ معظم ألعاب استراتيجيا الوقت الحقيقي على بناء قاعدة حربية وقوات، والعمل على تطويرها من خلال الاعتماد على بعض الموارد والثروات، ومحاولة الإطاحة بالقوات المعادية. من أبرز الألعاب كماند أند كنكر : ريد ألرت (بالإنجليزية: Command & Conquer: Red Alert)‏ الأكبر مبيعاً حول العالم والتي تم إصدارها في 30 أكتوبر 1996.